# Mycale cavernosa
Mycale cavernosa är en svampdjursart som beskrevs av Patricia R. Bergquist 1965. Mycale cavernosa ingår i släktet Mycale och familjen Mycalidae.
Artens utbredningsområde är Palau. Inga underarter finns listade i Catalogue of Life.